# 洛泰勒里德弗莱
洛泰勒里德弗莱（法語：L'Hôtellerie-de-Flée，發音：[lotɛlʁi də fle] ⓘ）是法国曼恩-卢瓦尔省的一个旧市镇，属于瑟格雷区。2016年12月15日，洛泰勒里德弗莱与邻近的14个市镇合并为新市镇蓝色安茹地区瑟格雷，成为了蓝色安茹地区瑟格雷的委派市镇。

## 地理
洛泰勒里德弗莱（47°44'40"N, 0°53'22"W）面积14.77 平方千米，位于法国卢瓦尔河地区大区曼恩-卢瓦尔省，该省份为法国西部内陆省份，大致对应安茹地区，北起顺时针与马耶讷省、萨尔特省、安德尔-卢瓦尔省、维埃纳省、德塞夫勒省、旺代省、大西洋卢瓦尔省和伊勒-维莱讷省接壤。
与洛泰勒里德弗莱接壤的市镇（或旧市镇、城区）包括：沙特莱、拉费里耶尔德弗莱、尼瓦索、瑟格雷、圣康坦莱桑日。
洛泰勒里德弗莱的时区为UTC+01:00、UTC+02:00（夏令时）。

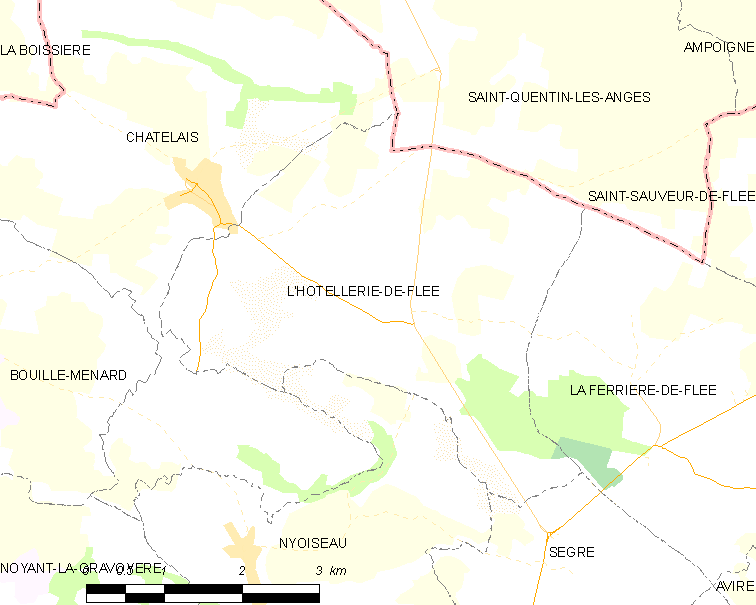
洛泰勒里德弗莱的OSM定位图

## 行政
洛泰勒里德弗莱的邮政编码为49500，INSEE市镇编码为49158。

## 政治
洛泰勒里德弗莱所属的省级选区为蓝色安茹地区瑟格雷县。

## 人口

1962-2008年间洛泰勒里德弗莱人口变化图示

洛泰勒里德弗莱于2018年1月1日时的人口数量为520人。